# كلة سر (فيروزكوه)
كلة سر (بالفارسية: کله‌سر) هي قرية تقع في قسم شهر أباد الريفي في إيران.